# يربوع توماس القزم
يربوع توماس القزم (الاسم العلمي: Salpingotus thomasi) نوع من القوارض من فصيلة اليربوعيات، متوطن في أفغانستان.